# 3 мая
3 мая — 123-й день года (124-й в високосные годы) по григорианскому календарю.
До конца года остаётся 242 дня.
До 15 октября 1582 года — 3 мая по юлианскому календарю, с 15 октября 1582 года — 3 мая по григорианскому календарю.
В XX и XXI веках соответствует 20 апреля по юлианскому календарю.

## Праздники и памятные дни
См. также: Категория:Праздники 3 мая.

### Международные
- ООН — Всемирный день свободы печати.
- День солнца[2].
- День тюркизма[3].

### Национальные
- Польша:
  - День конституции.
  - День Пресвятой Девы Марии, королевы Польши.
- Япония — День Конституции.

### Религиозные

#### Православие[4][5][6]

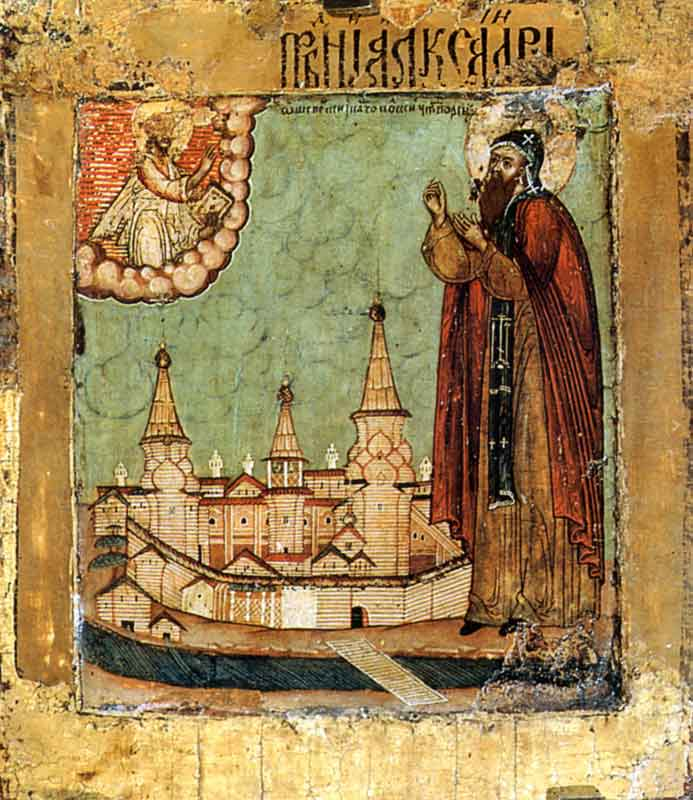
Александр Ошевенский

- Память преподобного Феодора Трихины[7].
- Память преподобного Александра Ошевенского, игумена (1479);
- Память мученика младенца Гавриила Белостокского (1690);
- Память святителей Григория (593) и Анастасия I Синаита (599), патриархов Антиохийских;
- Память преподобного Анастасия, игумена Синайской горы (685);
- Память святителя Николая (Велимировича), епископа Охридского и Жичского (1956) (Сербская православная церковь);
- Память святителя Феодосия (Ганицкого), исповедника, епископа Коломенского (1937).
- Празднование в честь икон Божией Матери:
  - Кипрской (392);
  - Кипяжской икон Божией Матери.

### Именины
- Католические: Антонина, Мария, Филипп, Яков.
- Православные: Александр, Гавриил (Гаврил, Гаврила), Григорий, Вячеслав.

## События
См. также: Категория:События 3 мая

### До XIX века
- 752 — Яшун-Балам IV стал царём Пачана и Каха.
- 1101 — князь Владимир Мономах заложил в Смоленске Успенский собор, в котором была помещена Смоленская икона Божией Матери (по другим данным, 2 мая или 7 марта[8]).
- 1241 — объединённый флот Пизы и Сицилии наголову разбил флот Генуи в сражении при Мелории (Джильо)[9].
- 1791 — сейм в Варшаве принял первую в Европе и вторую после американской писаную — конституцию Речи Посполитой.

### XIX век
- 1802 — открыт университет Дерпта.
- 1803 — российский император Александр I разрешил учредить в Москве Странноприимный дом (впоследствии НИИ скорой помощи им. Склифосовского).
- 1811 — первый день битвы при Фуэнтес—Де—Оньоро.
- 1815 — образовано Царство Польское, ставшее, согласно решениям Венского конгресса, частью Российской империи.
- 1837 — основан Афинский университет.
- 1863
  - Второе сражение при Фредериксберге.
  - Капитуляция полковника Стрейта (Рейд Стрейта).
  - Сражение при Чанселорсвилле.
- 1868 — война Босин: капитуляция замка Эдо — главной цитадели сёгуната.

### XX век
- 1906
  - Николай II объявил русский, финский и шведский языки официальными языками в Финляндии.
  - Турция отказалась от претензий на Синайский полуостров, признав его египетской территорией.
- 1907 — в России упразднены военно-полевые суды.
- 1917 — в Петрограде началась демонстрация протеста рабочих и солдат против политики Временного правительства.
- 1919 — последнее заседание правительства Баварской Советской республики. [источник?]
- 1922 — на острове Принца Эдуарда (Канада) женщинам предоставлено право голоса.
- 1928 — в Цзинане в результате конфликта китайских, японских военных и мирных жителей произошла резня[англ.].
- 1932 — первый полёт летающей лодки МБР-2 Г. М. Бериева.
- 1933 — из конституции Ирландского свободного государства исключена процедура принятия присяги на верность британской короне. Обращение в Тайный совет признано противозаконным деянием.
- 1937 — роман Маргарет Митчелл «Унесённые ветром» получает Пулитцеровскую премию.
- 1943 — в Великобритании для всех женщин в возрасте от 18 до 45 лет установлена трудовая повинность на неполный рабочий день.
- 1946 — начало Токийского процесса над японскими военными преступниками (длился до 12 ноября 1948).
- 1947 — в Японии введена новая конституция, одобренная парламентом, императором и народом, высказавшим своё мнение на референдуме (впервые женщины имеют равное право голоса). Конституция ограничила власть императора и утвердила отказ от использования военной силы при решении международных споров.
- 1951 — британский король Георг VI открыл Фестиваль Британии.
- 1957 — Совет Министров СССР и ЦК КПСС приняли Постановление о порядке передачи имущества при преобразовании колхозов в совхозы.
- 1958 — американский президент Д. Эйзенхауэр предложил демилитаризацию Антарктики, впоследствии принятую заинтересованными странами.
- 1960 — вступило в силу Соглашение о Европейской ассоциации свободной торговли. С июля страны-члены снизили на 20 процентов таможенные пошлины на взаимные поставки.
- 1966 — лондонская газета «Таймс» начала выходить в новом формате с новостями на первой странице.
- 1968 — Майские события во Франции 1968 года: полиция разгоняет митинг студентов во дворе Сорбонны, вспыхивают беспорядки в Латинском квартале, начинаются аресты и столкновения с полицией[10][11].
- 1982 — израильский премьер-министр Бегин заявил, что его страна распространит свой суверенитет на оккупированные территории на Западном берегу.
- 1985 — Столкновение над Золочевом — крупная авиационная катастрофа, авиалайнер Ту-134А столкнулся с военно-транспортным самолётом Ан-26.
- 1988 — в США вышли в свет мемуары Дональда Ригана, бывшего главы аппарата президента Рейгана, в которых он сообщил о том, что Рейган назначал даты важных встреч и принятия решений в соответствии с информацией, которую получал от астролога своей жены[источник не указан 2636 дней].
- 1991 — в Виндхуке, столице Намибии, подписана «Виндхукская декларация», призывающая правительства государств всего мира обеспечивать свободу прессы и её демократический характер. Отмечается по решению ЮНЕСКО как Всемирный день свободы печати.
- 1997
  - Майкл Джексон занял первое место в британском хит-параде с песней «Blood on the Dancefloor».
  - На конкурсе Евровидения в Дублине победили англичане «Katrina and the Waves» с песней «Love Shine a Light».
  - Начало матча Гарри Каспарова с Deep Blue.
- 1999
  - Разрушительный торнадо[англ.] опустошил юго-восточную часть города Оклахома-Сити и множество пригородов. Погибли 36 человек. Материальный ущерб составил более миллиарда долларов. Согласно измерениям скорость ветра достигла около 512 км/ч[12][13][14].
  - Теннисист Евгений Кафельников первым из россиян стал первой ракеткой мира[15].
- 2000 — Лондонская и Франкфуртская биржи объявили о слиянии и создании крупнейшей в мире биржи с акциями на сумму около 4 триллионов долларов.

### XXI век
- 2004
  - Новый интернет-червь «Sasser» поразил сотни тысяч персональных компьютеров по всему миру.
  - По итогам торгов на Нью-Йоркской товарной бирже цена нефти достигла максимума за 13 лет — 38,21 доллара за баррель.
  - Существовавшие в Нидерландах в течение сотен лет раздельно протестантские церкви объединились в Протестантскую церковь Нидерландов, включившую 2,5 миллиона верующих. Переговоры об объединении протестантских Церквей в Нидерландах продолжались 40 лет.
- 2005 — взрыв на военном складе в Афганистане (деревня Башгах, провинция Баглан, 125 км от Кабула). 28 человек погибли, более 70 получили ранения.
- 2006 — в окрестностях города Сочи потерпел авиакатастрофу пассажирский самолёт А320, выполнявший рейс Ереван — Сочи. Все 113 человек, находившиеся на борту, погибли.
- 2009 — по сообщению газеты «The Mail on Sunday», Великобритания прекратила выпуск танковой техники[16].
- 2021 — обрушение эстакады метро в Мехико. В результате трагедии погибло 26 человек.
- 2023 — массовое убийство в школе имени Владислава Рибникара в Белграде, погибли 10 человек, включая 9 детей.

## Родились
См. также: Категория:Родившиеся 3 мая

### До XIX века
- 1314 — Сергий Радонежский (ум. 1392), основатель и игумен Троице-Сергиева монастыря (одна из предположительных дат рождения[17]).
- 1469 — Никколо Макиавелли (ум. 1527), итальянский мыслитель, писатель, государственный деятель.
- 1606 — Лоренцо Липпи (ум. 1665), итальянский художник и поэт эпохи барокко.
- 1662 — Маттеус Пёппельман (ум. 1736), придворный архитектор герцога Саксонии, автор барочной архитектуры Дрездена.
- 1678 — Амаро Парго (ум. 1747), пират, испанский капер и торговец.
- 1761 — Август Фридрих Фердинанд фон Коцебу (ум. 1819), немецкий писатель-романист и драматург, член-корреспондент Петербургской АН, родоначальник русской ветви дворянского рода Коцебу.

### XIX век
- 1819 — Юрий Самарин (ум. 1876), русский историк, философ-славянофил.
- 1824 — Уильям Эдмондсон Джонс (убит в 1864), американский генерал, участник Гражданской войны на стороне армии Юга.
- 1836 — князь Николай Голицын (ум. 1893), русский историк, библиограф.
- 1839 — Николай Барсов (ум. 1903), русский богослов, публицист, педагог, один из авторов словаря Брокгауза и Ефрона.
- 1841 — Иван Барсуков (ум. 1906), русский писатель, историк и археограф.
- 1843 — Эдуард Доуден (ум. 1913), английский и ирландский поэт, историк литературы, критик, литературовед.
- 1860 — Джон Скотт Холдейн (ум. 1936), шотландский физиолог, автор трудов по физиологии дыхания, исследователь причин кессонной и высотной болезней.
- 1866 — Генрих Эвальд Геринг[нем.] (ум. 1948), немецкий врач-физиолог, изобретатель прибора для исследования абсолютного порога тактильной чувствительности.
- 1870 — Александр Бенуа (ум. 1960), русский художник, критик и историк искусства, основатель объединения «Мир искусства».
- 1874
  - Франсуа Коти (наст. фамилия Спотюрно; ум. 1934), французский парфюмер.
  - Вагн Экман (ум. 1954), шведский океанограф, один из основателей современной океанографии.
- 1877 — Карл Абрахам (ум. 1925), австрийский психоаналитик, компаньон Зигмунда Фрейда.
- 1887 — Николай Гудзий (ум. 1965), российский и советский литературовед, историк литературы и педагог.
- 1891 — Герман Моозер[нем.] (ум. 1971), швейцарский микробиолог, эпидемист, гигиенист.
- 1892 — Джордж Томсон (ум. 1975), английский физик-электронщик, лауреат Нобелевской премии (1937).
- 1896 — Доди Смит (ум. 1990), английская детская писательница, драматург, сценарист, автор романов «Я захватываю замок» и «101 далматинец».
- 1898 — Голда Меир (ум. 1978), 5-й премьер-министр Израиля (1969—1974).
- 1900
  - Фёдор Никитин (ум. 1988), актёр театра и кино («Обломок империи», «Ко мне, Мухтар!» и др.), народный артист РСФСР.
  - Николай Яковченко (ум. 1974), украинский советский актёр театра, кино («Максим Перепелица», «За двумя зайцами» и др.).

### XX век
- 1901
  - Джино Черви (ум. 1974), итальянский актёр театра и кино.
  - Эббе Шварц (ум. 1964), датский футбольный функционер, первый президент УЕФА (1954—1962).
- 1902 — Альфред Кастлер (ум. 1984), французский физик-атомщик, лауреат Нобелевской премии (1966).
- 1903 — Бинг Кросби (Гарри Лиллис Бинг Кросби; ум. 1977), американский певец и актёр.
- 1905 — Мари Глори (урожд. Раймон Луиз Марселль Тулли; ум. 2009), старейшая французская актриса.
- 1906 — Мэри Астор (наст. имя Люсиль Лангханке; ум. 1987), американская киноактриса, лауреат «Оскара».
- 1910 — Елена Юнгер (ум. 1999), актриса театра и кино, народная артистка РСФСР.
- 1912 — Вирджил Фокс (ум. 1980), американский органист, создатель современного органа.
- 1917 
  - Джордж Гейнс (наст. фамилия Йонгеянс; ум. 2016), американский актёр, звезда киносериала «Полицейская академия».
  - Киро Глигоров (ум. 2012), югославский и македонский государственный деятель, первый президент Республики Македонии (1991—1999).
- 1919 — Пит Сигер (ум. 2014), американский фолк-певец, композитор.
- 1922 — Вашку душ Сантуш Гонсалвиш (ум. 2005), португальский политический и военный деятель, один из лидеров «Революции гвоздик».
- 1924 — Иехуда Амихай (урожд. Людвиг Пфойфер; ум. 2000), израильский поэт и переводчик.
- 1933
  - Джеймс Браун (ум. 2006), американский певец, исполнитель музыки соул.
  - Стивен Вайнберг (ум. 2021), американский физик, лауреат Нобелевской премии (1979).
- 1934
  - Митрополит Хризостом (Мартишкин) (ум. 2025), Архиерей Русской Православной Церкви, Митрополит Литовский
  - Иван Андонов (ум. 2011), болгарский актёр и кинорежиссёр, художник, сценарист.
  - Фрэнки Валли (наст. имя Фрэнк Кастеллуччио), американский поп-певец, фронтмен группы «The Four Seasons».
- 1938 — Аркадий Инин, советский и российский писатель, драматург, сценарист, актёр, публицист, педагог.
- 1939 — Леонид Нечаев (ум. 2010), советский, белорусский и российский кинорежиссёр («Про Красную Шапочку», «Приключения Буратино», «Проданный смех» и др.), писатель.
- 1941 — Нона Гаприндашвили, советская и грузинская шахматистка, пятая в истории шахмат чемпионка мира.
- 1942
  - Вера Чаславска (ум. 2016), чехословацкая гимнастка, 7-кратная олимпийская чемпионка, 4-кратная чемпионка мира.
  - Цзинь Юйчжан, потомок императорской династии Айсин Гёро, правившей в Китае в 1644—1912 годах. Потенциальный наследник маньчжурского престола с 2015 года.
- 1944 — Рената Блюме, немецкая киноактриса.
- 1950 — Мэри Хопкин, английская (валлийская) поп-певица.
- 1951
  - Массимо Раньери, итальянский певец, актёр, театральный режиссёр, телеведущий.
  - Татьяна Толстая, российская писательница, публицист, телеведущая, литературный критик.
- 1956 — Наталья Андрейченко, советская, американская и российская актриса театра и кино, заслуженная артистка РСФСР.
- 1962 — Юрий Наумов, российский гитарист, автор песен, лидер группы «Проходной двор».
- 1965 — Михаил Прохоров, российский бизнесмен-миллиардер и политик.
- 1968 — Дебора Каприольо, итальянская актриса кино и телевидения.
- 1971 — Ксения Качалина, советская и российская киноактриса («Три сестры», «Мужские откровения» и др.).
- 1979 — Симона Хаусвальд, немецкая биатлонистка.
- 1982 — Ребекка Мария Холл, английская актриса (фильмы: «Дориан Грей», «Город воров», «Вики Кристина Барселона» и др.).
- 1985
  - Данила Козловский, российский актёр театра, кино и телевидения, кинорежиссёр, сценарист, продюсер.
  - Эсекьель Лавесси, аргентинский футболист, олимпийский чемпион (2008).
- 1986 — Мадс Кристиансен, датский гандболист, олимпийский чемпион (2016).
- 1989 — Катинка Хоссу, венгерская пловчиха, трёхкратная олимпийская чемпионка, многократная чемпионка мира и Европы.
- 1990
  - Ида Галич, российская телеведущая, певица и видеоблогер.
  - Семён Елистратов, российский шорт-трекист, олимпийский чемпион (2014), чемпион мира и многократный чемпион Европы.
  - Теему Хартикайнен, финский хоккеист.
- 1996 — Домантас Сабонис, литовский баскетболист.
- 1997
- Клеман Ноэль, французский горнолыжник, олимпийский чемпион в слаломе (2022).
- Desiigner (наст. имя Сидни Ройел Селби-третий), американский рэп-исполнитель.

## Скончались
См. также: Категория:Умершие 3 мая

### До XIX века
- 1074 — Феодосий Печерский, один из основателей и игумен Киево-Печерского монастыря, писатель.
- 1481 — Мехмед II Фатих, турецкий султан (1451—1481), захвативший Константинополь.
- 1610 — Михаил Скопин-Шуйский (р. 1586), русский государственный и военный деятель Смутного времени.
- 1616 — Уильям Шекспир (р. 1564), английский поэт и драматург.
- 1653 — Адам Кисель (р. 1600), последний польский православный сенатор, киевский воевода.
- 1703 — Эглон Хендрик ван дер Нер (р. 1644), нидерландский живописец-пейзажист.
- 1704 — Генрих Бибер (р. 1644), немецкий скрипач, композитор.
- 1758 — Бенедикт XIV (р. 1675), папа римский (1740—1758).

### XIX век
- 1834 — Алексей Аракчеев (р. 1769), российский государственный деятель, граф.
- 1839 — Фердинандо Паэр (р. 1771), итальянский композитор («Орфей и Эвридика», «Камилла», «Капельмейстер»).
- 1845 — Томас Гуд (Thomas Hood) (р. 1799), английский поэт.
- 1852 — Сара Кольридж (р. 1802), английская поэтесса.
- 1856 — Адольф Адан (р. 1803), французский композитор, автор балетов «Жизель» и «Корсар».
- 1885 — Александр Карагеоргиевич (р. 1806), князь Сербии (1842—1858).

### XX век
- 1924 — Клейн, Роман Иванович (р. 1858), архитектор.
- 1932 — Степан Вострецов (р. 1883), советский полководец.
- 1950 — Борис Бабкин, русский физиолог, ученик И. П. Павлова.
- 1960 — Маса Ниеми, финский актёр.
- 1973 — Юрий Васнецов (р. 1900), книжный график и живописец.
- 1978 — Александр Реформатский (р. 1900), русский советский лингвист.
- 1981 — Наргис (настоящее имя Фатима Рашид; р. 1929), индийская актриса.
- 1987 — покончила с собой Далида (р. 1933), певица итальянского происхождения, родившаяся в Египте.
- 1988 — Лев Понтрягин (р. 1908), советский математик, академик АН СССР, Герой Социалистического Труда.
- 1990 — Пимен (р. 1910), патриарх Московский и Всея Руси (1971—1990).
- 1992 — Джордж Мерфи (р. 1902), американский актёр, танцор и политик.
- 1996 — Джек Уэстон[англ.] (р. 1924), американский актёр.
- 1997 — Марксэн Гаухман-Свердлов (р. 1929), художник кино, народный художник Российской Федерации.
- 1998 — Сергей Яблонский (р. 1924), советский и российский математик.
- 2000 — Мамука Кикалейшвили (р. 1960), грузинский киноактёр.

### XXI век
- 2002 — Евгений Светланов (р. 1928), дирижёр, народный артист СССР, Герой Социалистического Труда.
- 2004 — Владимир Теребилов (р. 1916), советский и российский юрист, в 1984—1989 гг. председатель Верховного суда СССР.
- 2006
  - Карел Аппел (р. 1921), нидерландский художник, скульптор, поэт.
  - Олег Лупанов (р. 1932), российский математик, лауреат Ленинской премии (1966).
- 2007 — Алемдар Караманов (р. 1934), советский и украинский композитор.
- 2010 — Питер О’Доннелл (р. 1920), английский писатель и сценарист.
- 2011 — Серго Котрикадзе (р. 1936), советский футболист (вратарь), заслуженный мастер спорта.
- 2015 — Резо Чхеидзе (р. 1926), советский и грузинский режиссёр, народный артист СССР.
- 2024 — Ласло Хаммерль (р. 1942), венгерский стрелок, олимпийский чемпион (1964), олимпийский призёр (1964 и 1968).

## Приметы
- Ломаются почки у тополя[18].
- На ели много шишек — пшеница хорошо уродится.
- Рожь будет хорошо расти, если на сосне много шишек.
- Первый гром сильный и гулкий — к хорошему урожаю.
- Посеешь рожь в дождь — много будет сорняков.
- Если выпадет в мае три дождя добрых, то и хлеба будет на три года полных.
- Частые и холодные дожди — меда не жди.